# هورغن (سويسرا)
هورغن (بالألمانية: Horgen) هي إحدى بلديات مقاطعة هورغن في كانتون زيورخ، سويسرا. يقدر عدد سكانها بـ 22,476 نسمة (حسب تعداد ديسمبر 2017)، وتبلغ مساحتها 21.07 كيلومتر مربع.

## أعلام
- لويجي تافيري
- هويت فان هويتما
- أندي شميد